# (47044) Mcpainter
(47044) Mcpainter est un astéroïde de la ceinture principale.

## Description
(47044) Mcpainter est un astéroïde de la ceinture principale. Il fut découvert le 16 novembre 1998 à Fair Oaks Ranch par John V. McClusky. Il présente une orbite caractérisée par un demi-grand axe de 2,60 UA, une excentricité de 0,16 et une inclinaison de 13,0° par rapport à l'écliptique.

## Compléments